# Philip Morrison

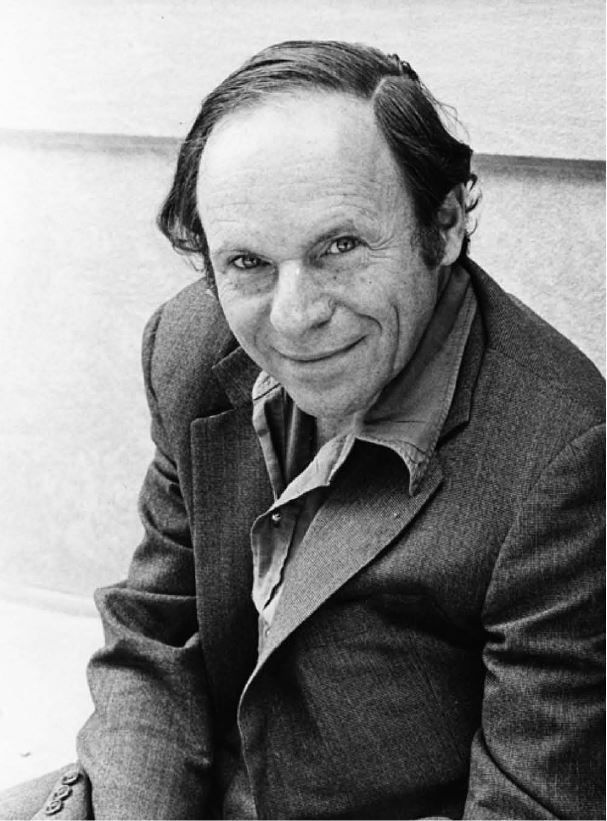
Philip Morrison (1976)

Philip Morrison (* 7. November 1915 in Somerville, New Jersey; † 22. April 2005 in Cambridge, Massachusetts) war Instituts-Professor, emeritierter Professor für Physik und lehrte lange unter anderem am Massachusetts Institute of Technology (MIT).

## Leben
Mit der Physik kam er als Funkamateur, der schon mit zwölf Jahren eine Lizenz besaß, in Berührung. Eine Kinderlähmung schränkte ihn seit der Jugend in seiner Bewegungsfreiheit ein, so dass er einen Stock als Stütze benötigte. Er wuchs in Pittsburgh auf, wo er der Young Communist League und der Kommunistischen Partei der USA (CPUSA) beitrat.
Er studierte am Carnegie Institute of Technology (Bachelor 1936) und an der University of California, Berkeley, wo er im Studium seine große Begabung für Physik zeigte. Im Jahre 1940 promovierte er bei Robert Oppenheimer. Anschließend übernahm er einen Lehrauftrag an der University of Illinois. Für Enrico Fermi übernahm er Forschungsarbeiten. 1941 wurde er Physik-Lehrer (Instructor) am San Francisco State College und 1941/42 Instructor an der University of Illinois at Urbana-Champaign.
Mit Beginn des Krieges wurde er Mitarbeiter im so genannten Manhattan Project, bei dem die erste Atombombe entwickelt wurde. Zuerst am Metallurgischen Labor der Universität Chicago und 1942 bis 1946 in Los Alamos selbst, wo er Gruppenleiter wurde. Am 12. Juli 1945 transportierte er zwei Kisten mit Plutonium vom Los Alamos National Laboratory in Los Alamos durch New Mexico zum Testgelände von Alamogordo. Er war in der Endphase des scharf Machens der Bombe beteiligt. Den Blitz der Atombombe schilderte er wie folgt: „Es war, als öffne man einen Ofen und die Sonne komme wie bei einem Sonnenaufgang heraus“.
Drei Wochen später montierte er auf der Pazifikinsel Tinian den Kern der Bombe „Fat Man“, die auf Nagasaki abgeworfen wurde. In Nagasaki konnte er kurz darauf die Wirkung der Bombe mit eigenen Augen sehen. Wie viele andere wurde er ein aktiver Gegner der nuklearen Aufrüstung und Befürworter der atomaren Rüstungskontrolle. Als Mitglied der „Federation of Atomic Scientist“ veröffentlichte er dazu viele Artikel und Bücher.
In der McCarthy-Ära wurde er wegen seiner kommunistischen Vergangenheit angeklagt. Noch in den 1990er Jahren wurde ihm angehängt, er sei angeblich Spion der Sowjetunion gewesen. 1946 ging er an die Cornell University als Associate Professor (später war er dort Professor), wo er unter anderem mit Hans Bethe arbeitete und Kollege von Richard Feynman war, und ab 1965 als Professor an das MIT, wo er ab 1976 den höchsten Rang eines Institute Professor hatte. Dann wandte er sich immer mehr der Astrophysik zu. Schon sehr früh, ab 1959, plädierte er dafür, nach Radiosignalen aus dem Weltraum zu forschen. Später engagierte er sich für das NASA-Projekt „Search for Extraterrestrial Intelligence“ (SETI). Ab 1986 war er Professor Emeritus am MIT.
Er ist auch sonst als Populisator der Wissenschaften in den USA und darüber hinaus bekannt, unter anderem mit regelmäßigen Buchbesprechungen in Scientific American ab 1965 und in Radio- und Fernsehsendungen. So präsentierte er 1987 die sechsteilige Serie The Ring of Truth mit seiner Frau Phylis Morrison auf NBC, das auch als Buch erschien. Bekannt ist auch sein Film Powers of Ten mit Charles und Ray Eames. Für seine Leistungen in der Physik Pädagogik erhielt die Oersted Medal der American Association of Physics Teachers.
Er war Fellow der American Physical Society, Mitglied der Federation of American Scientists (von 1947 bis 1949 deren Präsident und 1972 bis 1976 deren Vorsitzender), der American Astronomical Society (in deren Rat er 1977 bis 1979 war), der International Astronomical Union, der National Academy of Sciences (seit 1971), der American Academy of Arts and Sciences (seit 1961) und der American Philosophical Society und er erhielt den Andrew Gemant Award des American Institute of Physics.
1980 erhielt er den Presidential Award der New York Academy of Sciences und außerdem ihren Pregel Prize.

## Schriften
- mit Kosta Tsipis, Jerome Wiesner „The future of american defense“, Scientific American Februar 1994
- mit anderen: Cosmic Rays, Springer 1961
- Herausgeber mit John Billingham, John Wolfe: The search for extraterrestrial intelligence, NASA 1977, 1979
- mit Hans Bethe: Elementary nuclear theory, Wiley 1956, Dover 2006
- mit Donald Holcomb: My fathers watch- aspects of the physical world, Prentice-Hall 1974
- Powers of ten : a book about the relative size of things in the universe and the effect of adding another zero (mit Charles und Ray Eames), Freeman 1982
- Ring of truth- an enquiry into how we know and what we know, Random House 1987, 1989
- mit Kosta Tsipis: Reason enough to hope – America and the world of the 21.century, MIT Press 1998
- Nothing is too wonderful to be true, Springer, 1995, 1997, ISBN 1-56396-363-9 (Essays, teilweise mit autobiographischem Hintergrund)
- Philip Morrisons long look at the literature – he reviews a 100 memorable science books, Freeman 1990 (aus seiner Scientific American Kolumne)